# زوایده، قنا
زوایده (به عربی: الزوايدة)، روستایی از توابع نقاده در استان قنا و کشور مصر است.

## جمعیت
براساس سرشماری سال ۲۰۰۶ مصر، جمعیت آن ۱۵۹۴۲ نفر(۷۴۸۹ مرد و ۸۴۵۳ زن) بوده‌است.